# Зборник радова Правног факултета у Нишу
Зборник радова Правног факултета у Нишу је рецензирани научни часопис чији је издавач Правни факултет Универзитета у Нишу.

## О часопису
Према Правилнику о категоризацији и рангирању научних часописа Министарства просвете, науке и технолошког развоја Републике Србије, Зборник радова Правног факултета у Нишу спада у водеће часописе националног значаја (М51). Редовни бројеви часописа садрже научне чланке, судску праксу, приказе књига и конференција, полемике, студентске радове, и прилоге сарадника из земље и иностранства. Повремено се публикују тематски и пригодни бројеви часописа који обрађују значајне и актуелне правне догађаје. Радови се уобичајено објављују на српском језику, а садржај и резиме чланка преведени су на енглески језик. Радови могу бити публиковани на енглеском, руском, француском и немачком језику. Објављује се тромесечно.

## Историјат
Часопис Зборник радова Правног факултета у Нишу објављује се у континуитету од 1962. године. У периоду 1962—1967. година публикован је као заједничка свеска тадашњег Правно-економског факултета у Нишу под називом Зборник радова Правно-економског факултета. У школској 1968/69. години часопис мења назив у Зборник радова, а потписује га Правни одсек Правно-економског факултета у Нишу. Од школске 1970/71. године, након оснивања Правног факултета као самосталне високошколске институције у саставу Универзитета у Нишу, часопис излази под називом Зборник радова Правног факултета у Нишу.

## Периодичност излажења
Периодичност излажења часописа се мењала. У периоду 1962—1991. године часопис излази годишње, у периоду 1992—2001. године објављује се као двоброј, а од 2002. године динамичност излажења расте. До 2006. године излази годишње, од 2007. два пута године годишње a од 2014. године, одлуком Редакције, Зборник радова Правног факултета публикује се четири пута годишње.

## Уредници
Хронолошки преглед наставника који су уређивали часопис: 
- Проф. др Славољуб Поповић (1962-1967)
- Проф. др Петар И. Козић (1962-1967)
- Проф. др Миодраг Матејић (1968-1969)
- Проф. др Петар И. Козић (1970-1971)
- Проф. др Врлета Круљ (1970-1971)
- Проф. др Врлета Круљ (1972)
- Проф. др Славко Марковић (1973)
- Проф. др Душан Р. Паравина (1974)
- Проф. др Славко Марковић (1974)
- Проф. др Душан Р. Паравина (1975)
- Проф. др Славољуб Поповић (1976)
- проф. др Момчило Димитријевић (1976)
- Проф. др Љубиша Јовановић (1977)
- Проф. др Слободан Миленковић (1978)
- Проф. др Михаило Митић (1979-1980)
- Проф. др Чедомир Стевановић (1981-1982)
- Проф. др Димитрије Кулић (1983)
- Проф. др Мирослав Миљковић (1984-1986)
- Проф. др Славко Марковић (1987-1988)
- Проф. др Слободанка Стојичић (1989-1990)
- Проф. др Гордана Станковић (1991)
- Проф. др Гордана Станковић (1992-1993)
- Проф. др Радмила Ковачевић-Куштримовић (1992-1993)
- Проф. др Драган Станимировић (1994-1995)
- Проф. др Војислав Ђурђић (1996-1997)
- Проф. др Милорад Рочкомановић (1998-1999)
- Проф. др Дара Миленовић (2000-2001)
- Проф. др Мирољуб Симић (2002)
- Проф. др Мирса Мијачић (2003-2005)
- Проф. др Милан Петровић (2006-2007)
- Проф. др Радмила Ковачевић-Куштримовић (2008-2009)
- Проф. др Милан Петровић (2010-2012)
- Проф. др Предраг Димитријевић (2012-2013)
- Проф. др Ирена Пејић (2013-2023)

## Чланови Редакционог одбора из земље
- Проф. др Драган Николић
- Проф. др Невена Петрушић
- Проф. др Мирослав Лазић
- Проф. др Марина Димитријевић
- Проф. др Небојша Раичевић
- Доц. др Душица Миладиновић Стефановић

## Чланови Редакционог одбора из иностранства
- Проф. др Михаел Гајстлингер, Правни факутет Универзитета у Салцбургу, Аустрија
- Проф. др Иванова Светлана Анатольевна, Финансијски универзитет Владе Руске федерације
- Проф. др Сашо Георгијевски, Правни факултет Јустинијан Први, Скопље, Македонија
- Др Груцина Людмила Юрьевна, Финансијски универзитет Владе Руске федерације
- Проф. др Анатолий Капустин, Финансијски универзитет Владе Руске федерације
- Проф. др Изабел С. Маркус, Правни факултет Бафало Универзитета, Бафало, САД
- Академик Селивон Николай Федосович, Међународни трговински арбитражни суд при Привредно-индустријској комори Украјине
- Проф. др Шагиева Розалина Васильевна, Академија адвокатуре и нотаријата Руске федерације

## Електронски облик часописа
Поред штампаног издања, Зборник радова Правног факултета у Нишу постоји и у електронском облику и налази се у отвореном приступу, у пуном тексту. На тај начин доприноси се повећању видљивости, препознатљивости назива часописа и повећању цитираности чланака. Комплетан садржај свих бројева доступан је неограниченом броју индивидуалних корисника и инстицутија, без тражења претходне сагласности за читање, преузимање, умножавање и размену. Електронска верзија часописа налази се на званичном сајту Правног факултета.

## Индексирање у базама података
За евалуацију научно-истраживачког рада и процену научног доприноса посебан значај има индексирање у библиографским базама података. Зборник радова Правног факултета у Нишу се индексира у следећим базама:
- EBSCO (Legal Souce)[5]
- HeinOnline[6]
- Directory of Open Access Journals (DOAJ)[7]
- CEEOL (Central and Eastern European Online Library)[8]
- ScIndeks[9]
- Google Scholar[10]
- WorldCat (OCLC)[11]